# NGC 891
Az NGC 891 (más néven Caldwell 23) egy éléről látszó spirálgalaxis az Andromeda csillagképben.

## Felfedezése
A galaxist William Herschel fedezte fel 1784. október 6-án.

## Tudományos adatok
Az NGC 891 egy kisebb galaxiscsoport, az NGC 1023-csoport tagja. A galaxis 528 km/s sebességgel közeledik hozzánk. Eddig egy szupernóvát fedeztek fel benne:
- SN 1986J: 1986. augusztus 21-én.[2]